# Distrikt San Rafael (Bellavista)
Der Distrikt San Rafael liegt in der Provinz Bellavista in der Region San Martín in Nordzentral-Peru. Der Distrikt wurde am 5. Januar 1945 gegründet. Er hat eine Fläche von 107 km². Beim Zensus 2017 lebten 6145 Einwohner im Distrikt. Im Jahr 1993 lag die Einwohnerzahl bei 3083, im Jahr 2007 bei 5636. Sitz der Distriktverwaltung ist die 211 m hoch gelegene Ortschaft San Rafael mit 1329 Einwohnern. San Rafael befindet sich 14 km ostnordöstlich der Provinzhauptstadt Bellavista.

## Geographische Lage
Der Distrikt San Rafael befindet sich am Nordufer des nach Osten strömenden Río Huallaga im Nordosten der Provinz Bellavista. Der Río Sisa verläuft entlang der nordöstlichen Distriktgrenze nach Südosten und mündet in den Río Huallaga.
Der Distrikt San Rafael grenzt im Süden an den Distrikt Bajo Biavo, im Westen an den Distrikt Bellavista sowie im Nordosten an den Distrikt San Hilarión (Provinz Picota).

## Ortschaften
Im Distrikt gibt es neben dem Hauptort folgende größere Ortschaften:
- Cristino Garcia Carhuapoma (1367 Einwohner)
- La Libertad (1963 Einwohner)
- San José (696 Einwohner)